# Sabine Van Huffel
Sabine J. A. Van Huffel (née le 26 septembre 1958 à  Menin) est une informaticienne, mathématicienne appliquée et ingénieure électricienne belge ;  ses recherches portent sur des méthodes de calcul pour le diagnostic médical, et en particulier sur les méthodes basées sur la méthode des moindres carrés totaux (en), une variante de la méthode des moindres carrés.

## Biographie
Van Huffel obtient une maîtrise et un doctorat à l'université catholique néerlandophone de Louvain en 1981 et en 198 respectivement
avec Joos Vandewalle comme directeur de thèse. Sa thèse, intitulée Analysis of the Total Least Squares Problem and its use in parameter estimation, concerne la méthode des moindres carrés totaux pour  l'évaluation de paramètres. Elle est chercheuse postdoctorale sur une bourse de la Research Foundation - Flanders (FWO) (en) de 1987 à 1991. En 1999 et 2000 elle est directeur de recherche au FWO. Elle est professeure titulaire à l'université de Louvain de 2002 à 2013, et depuis Distinguished Professor of Electrical Engineering à l'université de technologie d'Eindhoven (TU/e).

## Recherche
Les sujets de recherche de Sabine Van Huffel sont théoriques et appliqués et portent sur les domaines de l'algèbre (multi)linéaire, de l'analyse (non)linéaire des signaux, de la classification et de l'identification des systèmes avec une attention particulière au développement d'algorithmes numériques fiables et robuste pour améliorer le diagnostic médical (par exemple, dans le cancer des ovaires et du cerveau). Son expertise technique comprend l'Électroencéphalographie (EEG) - Imagerie par résonance magnétique (IRM), l'intégration de l'IRM, l'épilepsie basée sur l'EEG et la surveillance néonatale, l'imagerie IRM, l'analyse du potentiel lié aux événements. En particulier, le logiciel Amares de quantification des mesures du traitement en spectroscopie cérébrale est aujourd'hui une technique standard pour la quantification Spectroscopie RMN à long terme ; elle travaille également sur la modélisation comportementale.

## Livres
- Sabine Van Huffel et Joos Vandewalle (préf. Gene H. Golub), The Total Least Squares Problem: Computational Aspects and Analysis, SIAM, coll. « Frontiers in Applied Mathematics » (no 9), 1991, xiii + 300 (ISBN 978-0-898712-75-9, MR 1118607, présentation en ligne)[4],[5].

- Ivan Markovsky, Jan C. Willems, Sabine Van Huffel et Bart De Moor, Exact and approximate modeling of linear systems. A behavioral approach, SIAM, coll. « Mathematical Modeling and Computation » (no 11), 2006, x + 206 (ISBN 0-89871-603-9 et 978-0-89871-826-3, zbMATH 1116.93002, lire en ligne).

## Prix et distinctions
Van Huffel est fellow de l'IEEE. Elle a été faite docteur honoris causa de l'université de technologie d'Eindhoven.
En 2016, elle a été élue fellow de la Society for Industrial and Applied Mathematics « for esteemed accomplishments in bridging the gap between advanced numerical linear algebra techniques and biomedical signal processing »,.